# Mogul (Lokomotive)

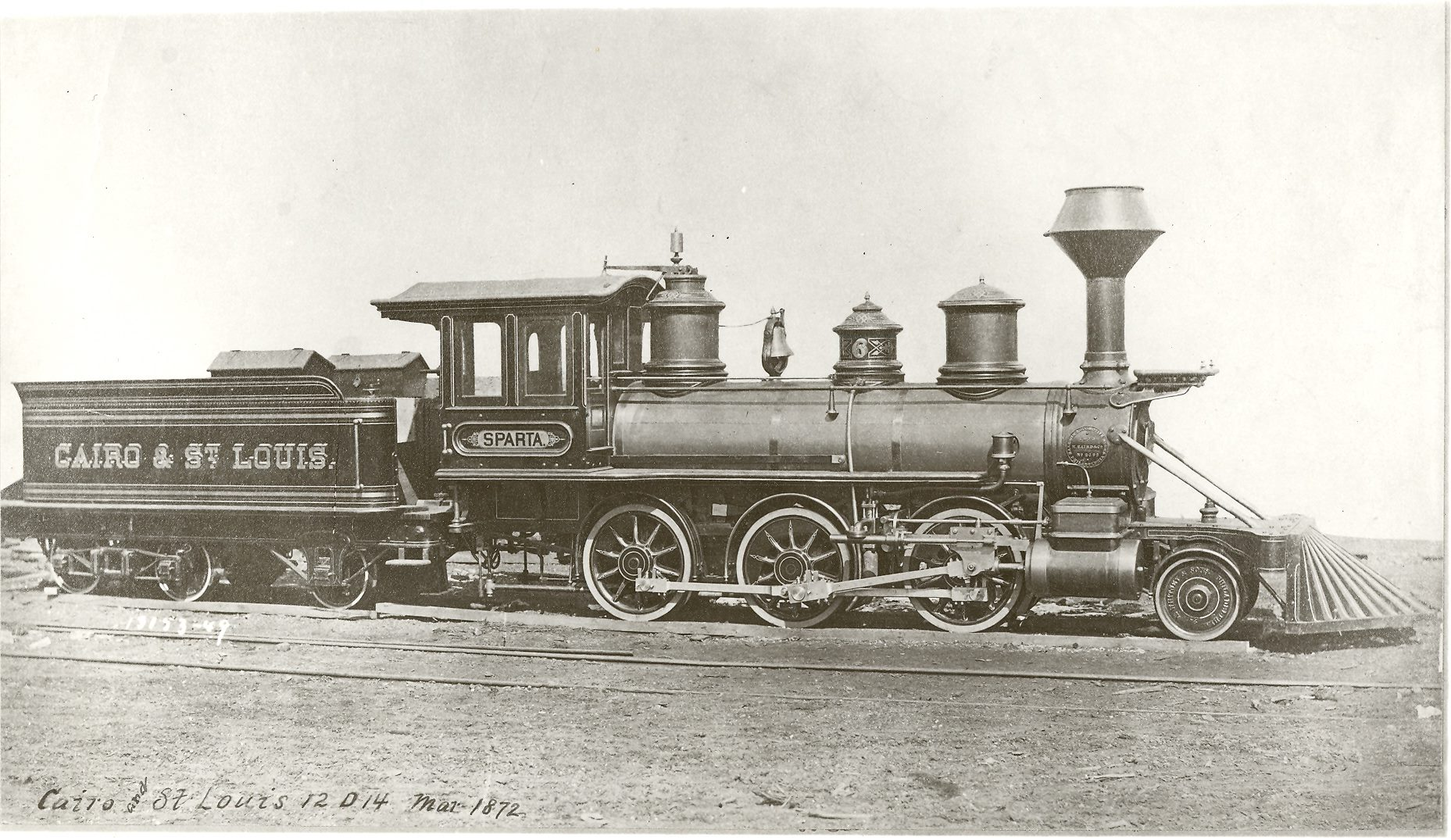
Eine US-amerikanische Mogul-Lokomotive aus dem Jahr 1872

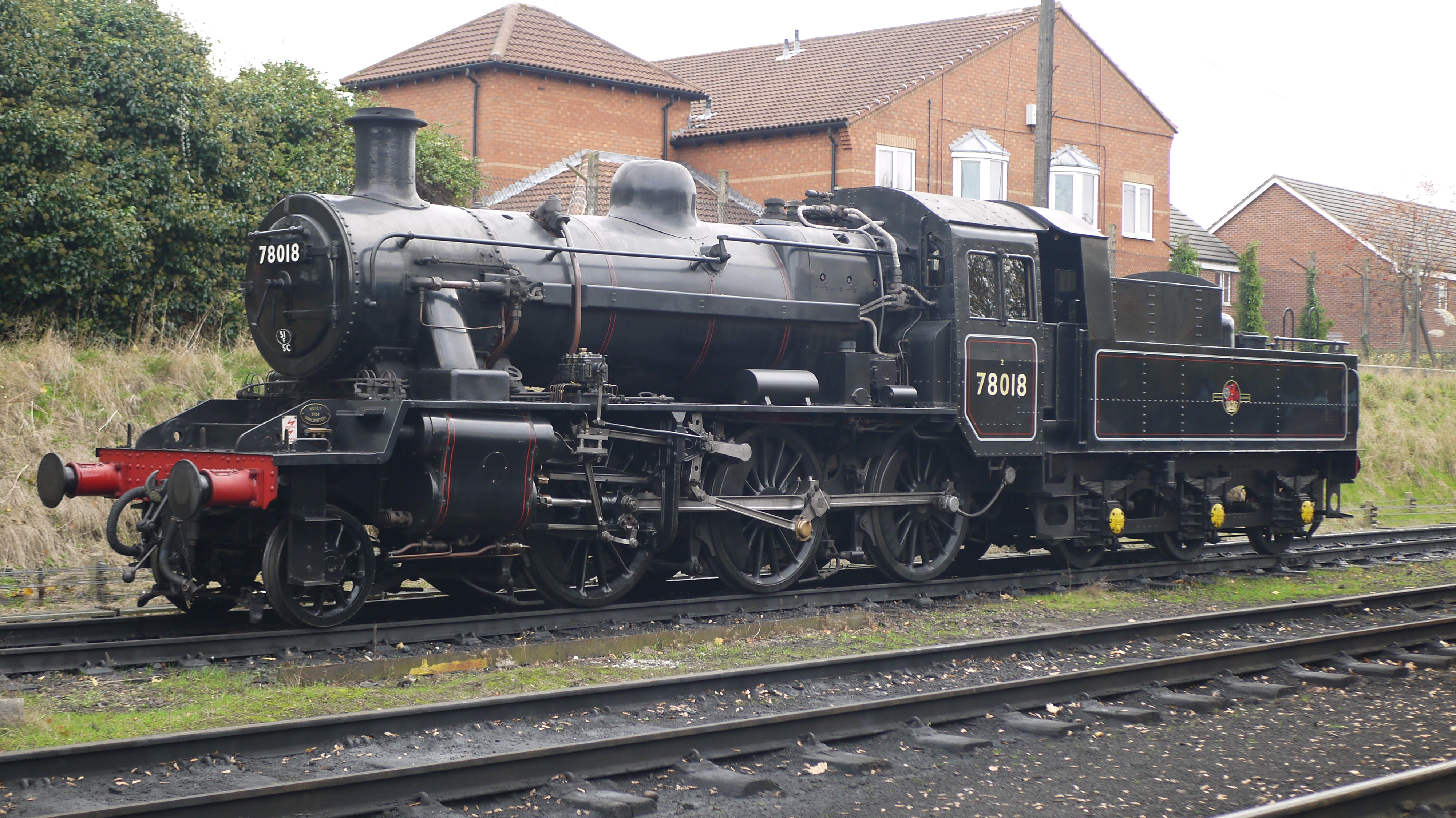
Lokomotive 78018, eine 1954 erbaute Mogul der BR-Standardklasse 2 2-6-0

Mogul ist eine aus dem nordamerikanischen Sprachgebrauch stammende Bezeichnung für Dampflokomotiven mit der Achsfolge 2-6-0 nach der Whyte-Notation, die der deutschen Bauartbezeichnung 1’C entspricht. Mogul-Lokomotiven besitzen eine Vorlaufachse und drei gekuppelte Achsen. Ursprünglich vorwiegend für Güterzuglokomotiven genutzt, entstanden in dieser Bauform später auch Personenzug- und Mehrzwecklokomotiven sowie vereinzelt Schnellzuglokomotiven.

## Geschichte
Seit wann die Bezeichnung Mogul für diese Achsfolge verwendet wurde, ist nicht genau überliefert. Die ersten Lokomotiven mit dieser Achsfolge entstanden Anfang der 1850er Jahre in den Vereinigten Staaten. Baldwin lieferte 1852 sechs Lokomotiven dieser Achsfolge an die Pennsylvania Railroad, die Philadelphia and Reading Railroad, eine Vorgängergesellschaft der Reading Company erhielt ebenfalls Lokomotiven dieser Achsfolge. Diese frühen Exemplare besaßen jedoch noch keine Vorlaufgestelle, der Laufradsatz war fest im Hauptrahmen gelagert. Die Achsfolge war daher 1C. Ab 1863 bauten die Rogers Locomotive and Machine Works in Paterson (New Jersey) nach einem Patent eines ihrer Ingenieure drei Lokomotiven dieser Achsfolge erstmals mit beweglicher Vorlaufachse für die später in der Camden and Amboy Railroad und schließlich der Pennsylvania Railroad aufgegangene New Jersey Railroad. Diese zählten zu den größten Lokomotiven ihrer Zeit; in Analogie zum früheren indischen Mogulreich und dessen einstiger Größe erhielt die Achsfolge wahrscheinlich aufgrund dieser Lokomotiven den Namen „Mogul“. Auch die Louisville and Nashville Railroad erhielt 1864 Lokomotiven dieser Achsfolge mit Laufgestell, die teils ebenfalls als erste Lokomotiven dieser Bauart betrachtet werden.
Erste Lokomotiven dieser Achsfolge in Europa entstanden erst in den 1870er Jahren. In Großbritannien beschaffte als erste Bahngesellschaft die Great Eastern Railway 1878/79 Lokomotiven dieser Achsfolge. Sie waren für den schweren Kohlenverkehr vorgesehen, aber wenig erfolgreich und wurden bereits 1887 wieder ausgemustert. Die erste dieser von Neilson & Company erbauten Maschinen erhielt den Namen „Mogul“, auch diese Lokomotive wird daher als möglicher Ursprung der Achsfolgenbezeichnung betrachtet. Im gleichen Jahr erhielt Norwegen mit der NSB Type 6a die ersten drei Mogul-Lokomotiven.
Die Achsfolge wurde in vielen Ländern in den Folgejahren eingeführt. Sie war besonders beliebt, um bei Bahnen mit relativ leichtem Oberbau dennoch leistungsfähige und laufruhige Maschinen einsetzen zu können. Zu finden waren Mogul-Lokomotiven schließlich auf allen Kontinenten. Ihr Bau endete mit wenigen Ausnahmen bereits vor dem Zweiten Weltkrieg, lediglich in Großbritannien wurden noch bis Mitte der 1950er Jahre in größerem Umfang Mogul-Lokomotiven beschafft.
Tenderlokomotiven dieser Achsfolge wurden ebenfalls in großem Umfang beschafft. Sie wurden vor allem im Rangierdienst, auf Nebenbahnen und im Vorortverkehr eingesetzt.

## Mogul-Lokomotiven ausgewählter Länder

### Deutschland

Eine preußische G 5.3 aus dem Jahr 1904

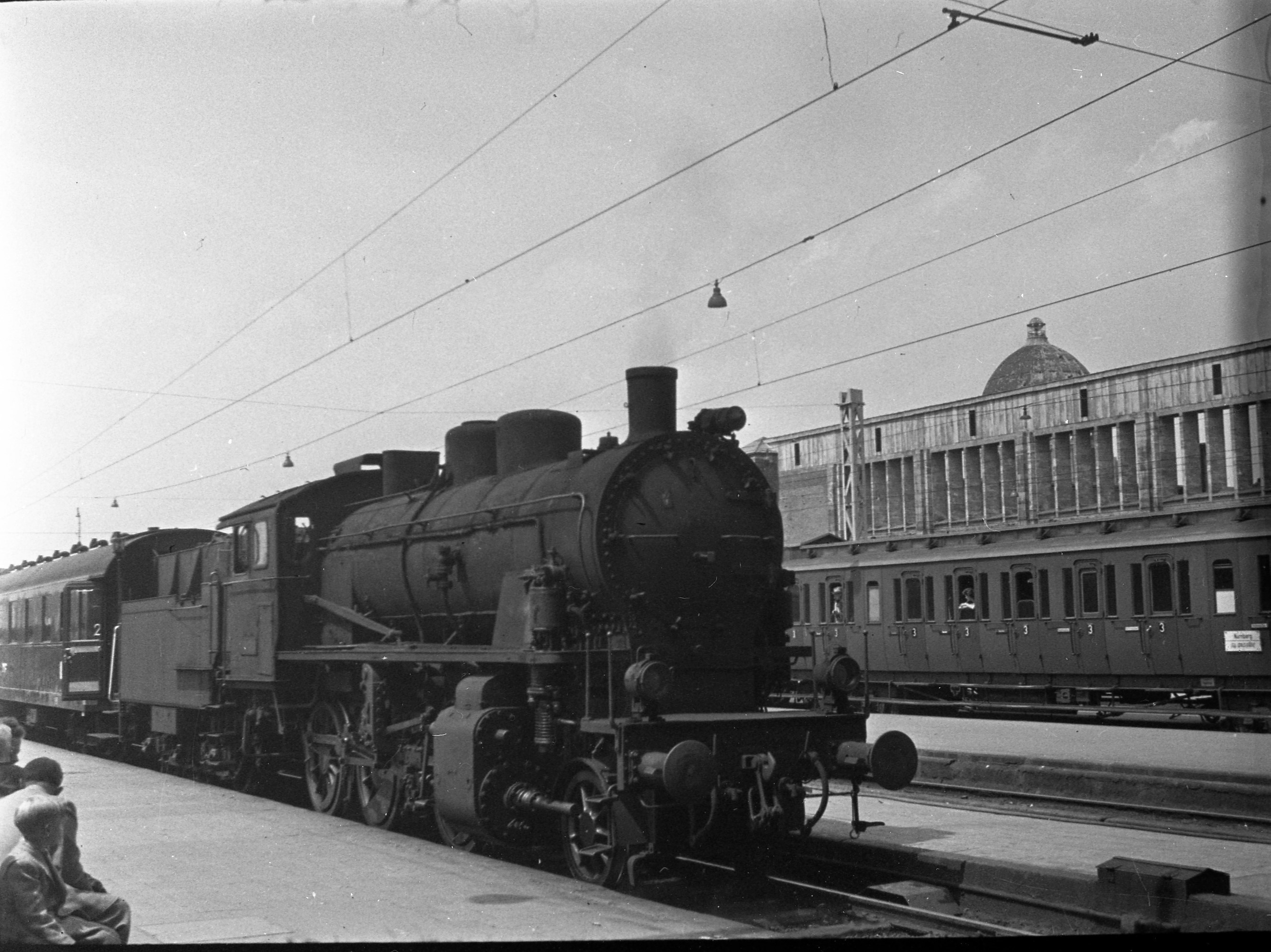
Eine bayerische G 3/4 H im Jahr 1952 im Münchner Hauptbahnhof

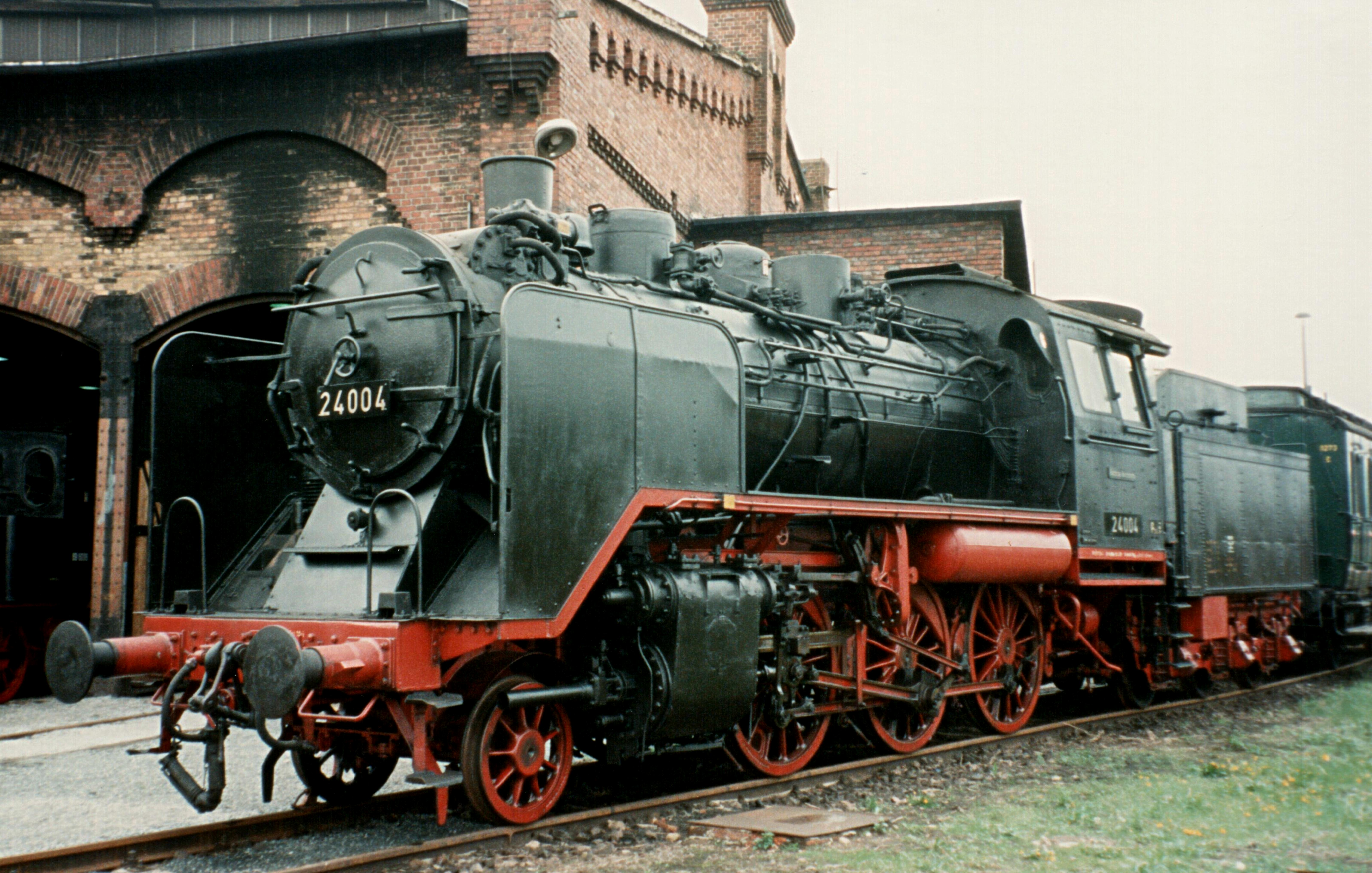
Die DR-Baureihe 24 war die letzte in Deutschland beschaffte Mogul-Baureihe

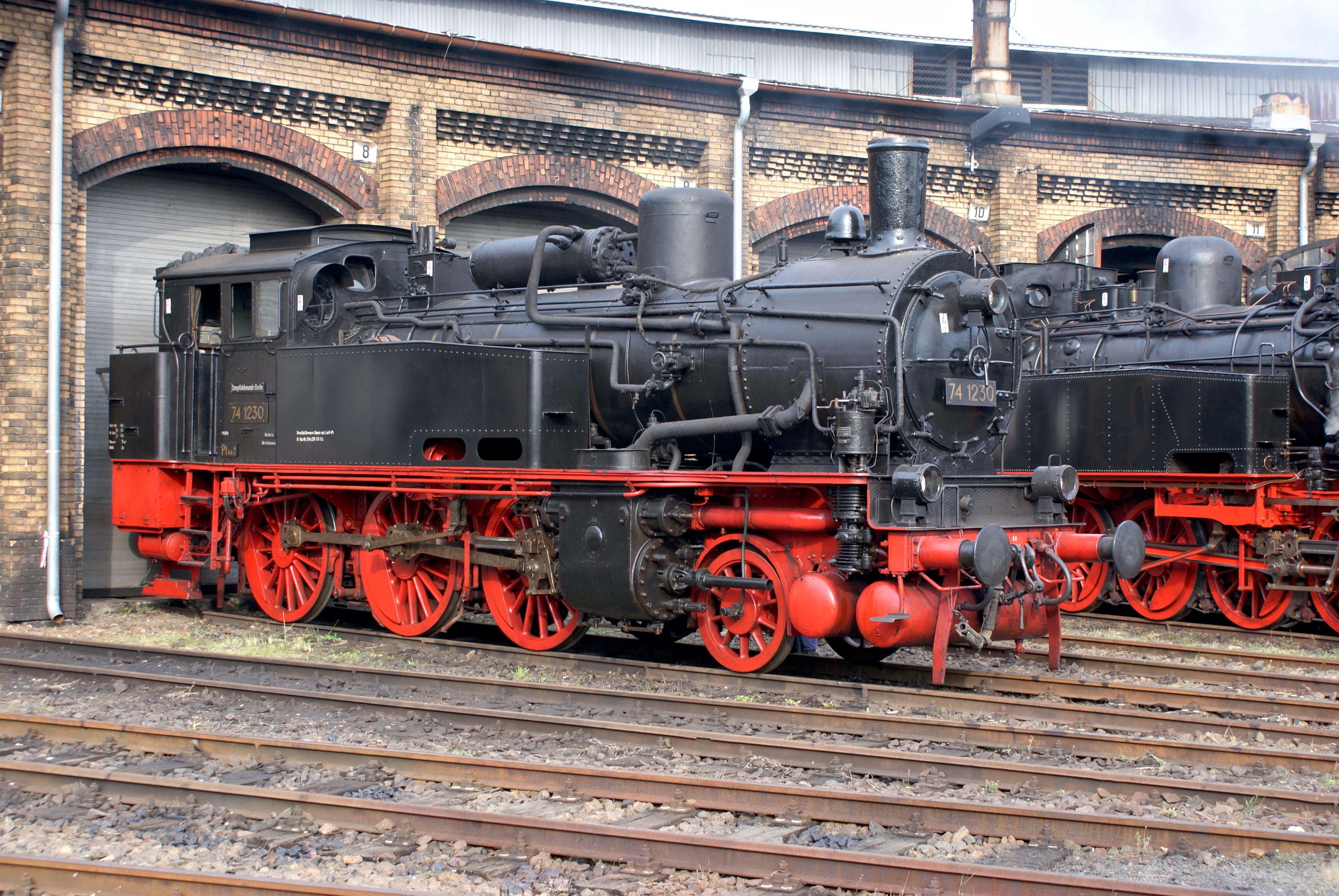
Preußische T 12 mit der Reichsbahnnummer 74 1230

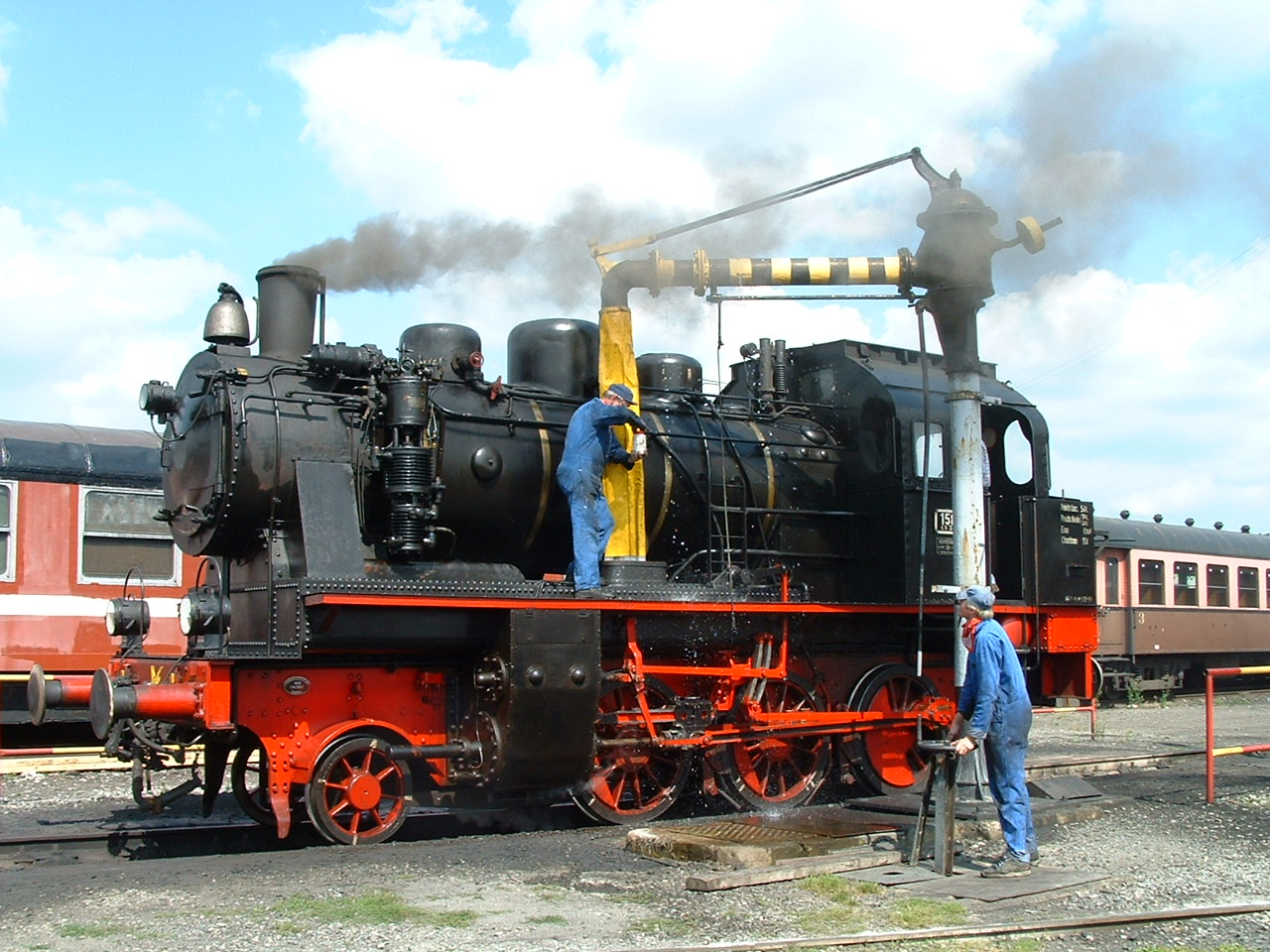
Eine ehemals der Teutoburger Wald-Eisenbahn gehörende ELNA 5 der belgischen Museumsbahn Chemin de fer à vapeur des 3 vallées

Die erste Lokomotivreihe dieser Achsfolge in Deutschland war die ab 1892 beschaffte Preußische G 5.1. Bis 1910 folgten über 2000 weitere Mogul-Lokomotiven alleine für die Preußischen Staatsbahnen, überwiegend als Güterzuglokomotiven verschiedener Bauformen, mit der P 6 aber auch als Personenzuglokomotive. Mit Bayern, Elsaß-Lothringen und Mecklenburg beschafften weitere Länderbahnen Mogul-Lokomotiven, in Baden, Württemberg, Oldenburg und Sachsen fanden sie jedoch keinen Eingang in den Bestand. Die Lübeck-Büchener Eisenbahn als größte verbliebene Privatbahn orderte ebenfalls Schlepptenderlokomotiven dieser Achsfolge.
Die von der Deutschen Reichsbahn übernommenen Länderbahnbauarten wurden teilweise bereits vor dem Zweiten Weltkrieg ausgemustert, ebenso auch die nach dem Ersten Weltkrieg an die Entente-Mächte abgegebenen Lokomotiven. In ihr Programm der Einheitsdampflokomotiven nahm die Reichsbahn als Ersatz auch eine Schlepptender-Mogul auf, die DR-Baureihe 24. Sie sollte vor allem auf den langen Nebenbahnen des deutschen Ostens Personen- und Güterzüge bespannen. Nach dem Krieg verteilte sich der Bestand der Baureihe 24 auf die Deutsche Bundesbahn (DB), die Deutsche Reichsbahn (DR) in der DDR und die polnische Staatsbahn (PKP).
Die verbliebenen Mogul-Lokomotiven der Länderbahnen musterten die Deutsche Bundesbahn (DB) wie auch die Deutsche Reichsbahn nach 1945 relativ rasch aus, lediglich die letzten Exemplare der Bayerischen G 3/4 H blieben als nunmehrige DB-Baureihe 54.15–17 noch bis 1966 im Bestand der DB – im gleichen Jahr nahm die DB auch ihre letzten 24er aus dem Dienst. Die DR folgte mit ihrer letzten Lokomotive der Baureihe 24 im Jahre 1972. Bei der PKP blieben die letzten Maschinen der Baureihe 24 als PKP Oi2 bis 1976 im Einsatz und waren damit die letzten im Plandienst stehenden Mogul-Lokomotiven deutscher Herkunft.
Tenderlokomotiven mit der Achsfolge 1’C beschaffte vor allem Preußen mit über 3500 Exemplaren mehrerer Bauarten in größerem Umfang, daneben auch Mecklenburg, Elsaß-Lothringen und Württemberg. In Baden und Bayern gab es lediglich einzelne Exemplare dieser Achsfolge. Zudem fanden Mogul-Tenderlokomotiven bei Privatbahnen und Kleinbahnen in größerem Umfang Eingang in den Bestand, teils auch durch Übernahme älterer Staatsbahnlokomotiven. Infolge der beiden Weltkriege kamen vor allem preußische 1’C-Tenderlokomotiven zu diversen europäischen Staatsbahnen, so etwa zur PKP, der ČSD, der NMBS/SNCB und der ÖBB.

#### Schlepptenderlokomotiven

##### Bayern
- Bayerische C VI und G 3/4 N, Baujahre 1899 bis 1909, 120 Stück
- Bayerische G 3/4 H, Baujahre 1919 bis 1923, 225 Stück

##### Elsaß-Lothringen
- Elsaß-Lothringische G 5, Baujahre 1901 bis 1907, 215 Stück
- Elsaß-Lothringische G 5.5, Baujahr 1912, 3 Stück

##### Mecklenburg
- Mecklenburgische G 5.4, Baujahre 1906 bis 1913, 9 Stück

##### Preußen
- Preußische G 5.1, Baujahre 1892 bis 1902, 268 Stück
- Preußische G 5.2, Baujahre 1896 bis 1901, 499 Stück
- Preußische G 5.3, Baujahre 1903 bis 1906, 206 Stück
- Preußische G 5.4, Baujahre 1901 bis 1910, 769 Stück
- Preußische G 5.5, Baujahre 1909 bis 1910, 28 Stück
- Preußische P 6, 1902 bis 1910, 275 Stück

##### Lübeck-Büchener-Eisenbahn
- LBE G 5, Baujahre 1906 bis 1909, 3 Stück
- LBE G 6, Baujahre 1913 bis 1919, 6 Stück

##### Deutsche Reichsbahn
- DR-Baureihe 24, Baujahre 1928 bis 1940, 95 Stück

#### Tenderlokomotiven

##### Baden
- Badische VI a, Baujahr 1900, 2 Stück

##### Bayern
- Bayerische Pts 3/4, Baujahre 1906 und 1922, 4 Stück

##### Elsaß-Lothringen
- Elsaß-Lothringische T 9, Baujahre 1901 bis 1913, 132 Stück
- Elsaß-Lothringische T 12, Baujahre 1910 bis 1915, 25 Stück

##### Preußen
- Preußische T 9.2, Baujahre 1892 bis 1900, 235 Stück
- Preußische T 9.3, Baujahre 1901 bis 1914, 2060 Stück
- Preußische T 11, Baujahre 1903 bis 1910, 470 Stück
- Preußische T 12, Baujahre 1902 bis 1921, 974 Stück

##### Mecklenburg
- Mecklenburgische T 4, Baujahre 1907 bis 1922, 50 Stück

##### Württemberg
- Württembergische Fz, Baujahre 1893 bis 1904, 9 Stück
- Württembergische T 9, Baujahre 1906 bis 1907, 10 Stück

##### Privatbahnen (Auswahl)
- LAG Nr. 17 ... 49, Baujahre 1890 bis 1897, 13 Stück
- LBE T 10, Baujahre 1911 bis 1912, 5 Stück
- PKB Nr. 21 bis 25, Baujahr 1917, 5 Stück
- ELNA 5, Baujahre 1924 bis 1943, für diverse Privatbahnen
- ELNA 2, Baujahre 1925 bis 1943, mindestens 37 Stück für diverse Privatbahnen
- RLGS 12–13, Baujahr 1925, 2 Stück
- SEG 400 und 401, Baujahre 1938 und 1941, 2 Stück

### Italien

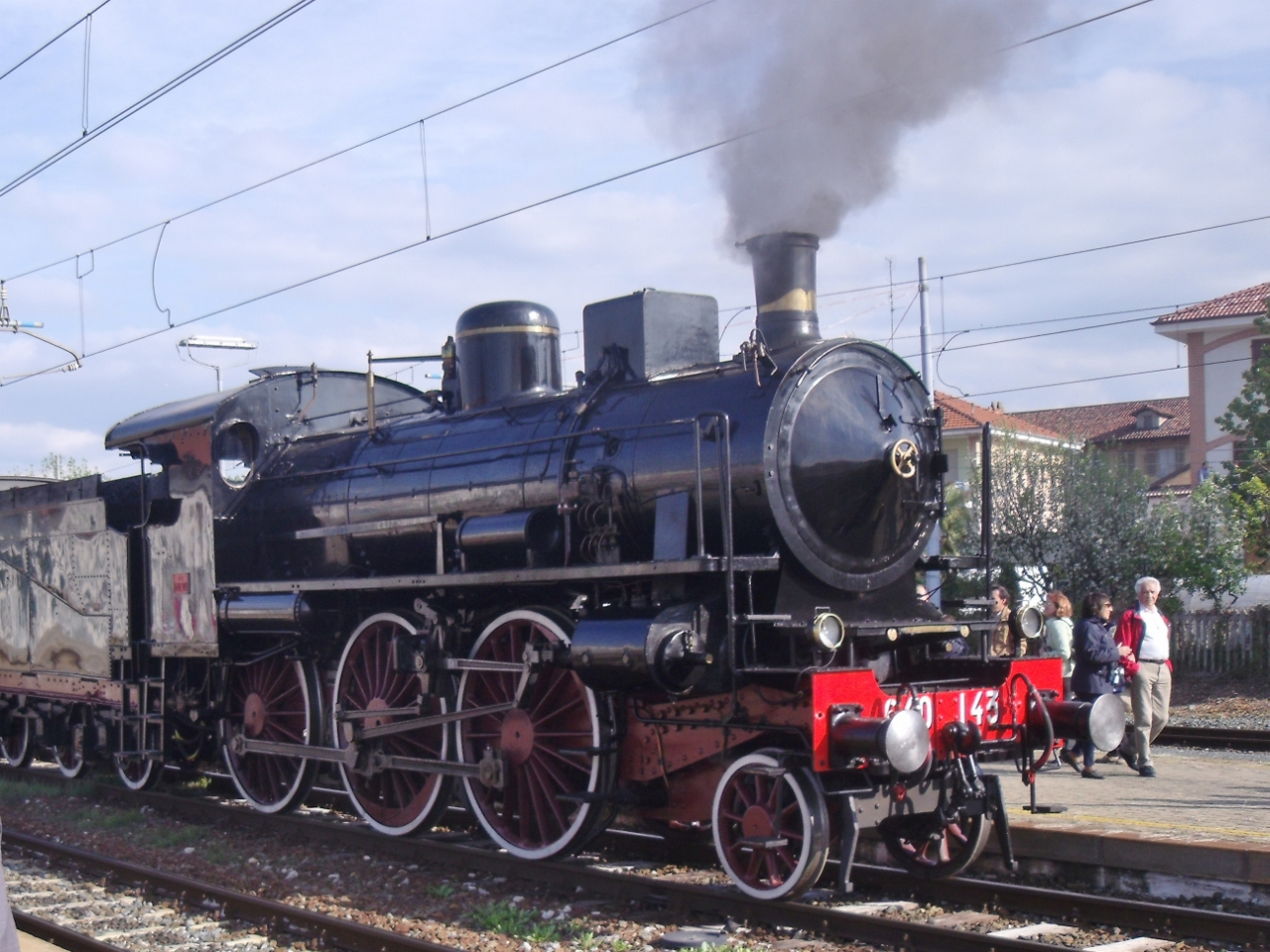
Die FS 640-143 im Jahr 2012 während einer Sonderfahrt

Die italienische Staatsbahn Ferrovie dello Stato beschaffte in mehreren Baureihen über 700 Mogul-Schlepptenderlokomotiven, hinzu kamen Übernahmen von privaten Vorgängerbahnen und nach 1918 von den Mittelmächten abgegebene Waffenstillstandslokomotiven. Die Reihe FS 640 war dabei mit ihren 1850 mm großen Treibrädern eine der wenigen explizit für den Einsatz vor Schnellzügen entwickelten Mogul-Lokomotiven. Tenderlokomotiven dieser Achsfolge wurden in Italien ebenfalls beschafft. Die letzten Exemplare blieben bis Anfang der 1980er Jahre im Einsatz.

#### Schlepptenderlokomotiven
- FS 216, Baujahre 1910 bis 1911, 9 Stück
- FS 600, Baujahre 1904 bis 1910, 248 Stück
- FS 625, Baujahre 1910 bis 1923, 188 Stück
- FS 630, Baujahre 1906 bis 1908, 100 Stück
- FS 640, Baujahre 1907 bis 1911, 188 Stück
- FS 645, Baujahre 1917 bis 1918, 24 Stück

#### Tenderlokomotiven
- FS 875, Baujahre 1912 bis 1916, 117 Stück
- FS 880, Baujahre 1916 bis 1922, 60 Stück
- FS 905, Baujahre 1908 bis 1912, 84 Stück

### Österreich-Ungarn

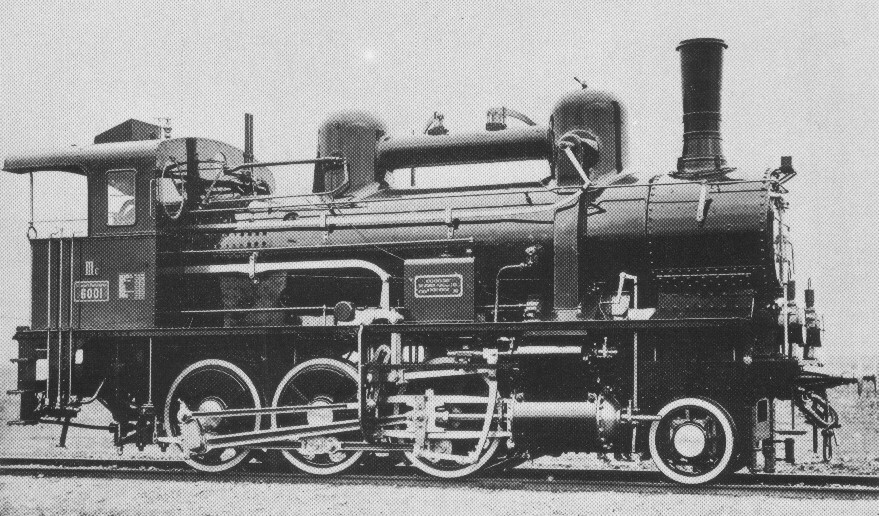
Die 1895 gelieferte österreichische kkStB 60.01

In Österreich kamen bereits 1884 Lokomotiven der Achsfolge 1C zum Einsatz, die für die Arlbergbahn gebauten Lokomotiven der Reihe KkStB 28. Ab 1893 wurden Mogul-Lokomotiven dann sowohl von den großen Privatbahnen als auch von den k.k. Staatsbahnen (kkStB) in größerem Umfang beschafft, insgesamt über 800 Stück. Mit der StEG 39 war darunter auch eine für den Schnellzugdienst vorgesehene Reihe, die übrigen österreichischen Mogul-Reihen waren für den Güterzug- und Personenzugdienst vorgesehen. Durch die Verstaatlichung kamen alle von Privatbahnen beschafften Mogul-Lokomotiven bis 1909 in den Bestand der kkStB. Die Nachfolgebahnen der kkStB nach 1918 übernahmen die meisten Exemplare und setzten sie noch bis in die 1960er Jahre ein. In Ungarn fand die Achsfolge dagegen, abgesehen von einigen nach 1918 übernommenen früheren kkStB-Lokomotiven, keine Verbreitung. Folgende Reihen wurden zwischen 1893 und 1915 beschafft:

#### Schlepptenderlokomotiven
- KkStB 28, Baujahr 1884, 5 Stück
- KFNB VIII bzw. kkStB 260, Baujahre 1893 bis 1908, 221 Stück
- kkStB 60 bzw. SB 60 bzw. kukMB 71–72, Baujahre 1895 bis 1915, 397 Stück
- StEG 37 bzw. kkStB 560, Baujahre 1900 bis 1906, 55 Stück
- ÖNWB XVIIa/b, SNDVB XVIId, kkStB 360, Baujahre 1901 bis 1906, 23 Stück
- StEG 38.5 bzw. kkStB 660, Baujahr 1905, 10 Stück
- SNDVB XVIIc bzw. kkStB 460, Baujahre 1906 bis 1909, 23 Stück
- StEG 38.0 bzw. kkStB 760, Baujahre 1906 bis 1909, 43 Stück
- StEG 39 bzw. kkStB 228, Baujahr 1907, 20 Stück
- KkStB 160, Baujahre 1909 bis 1910, 46 Stück

#### Tenderlokomotiven
- KkStB 99, Baujahre 1897 bis 1908, 69 Stück
- KkStB 199, Baujahre 1908 bis 1913, 20 Stück

### Schweiz

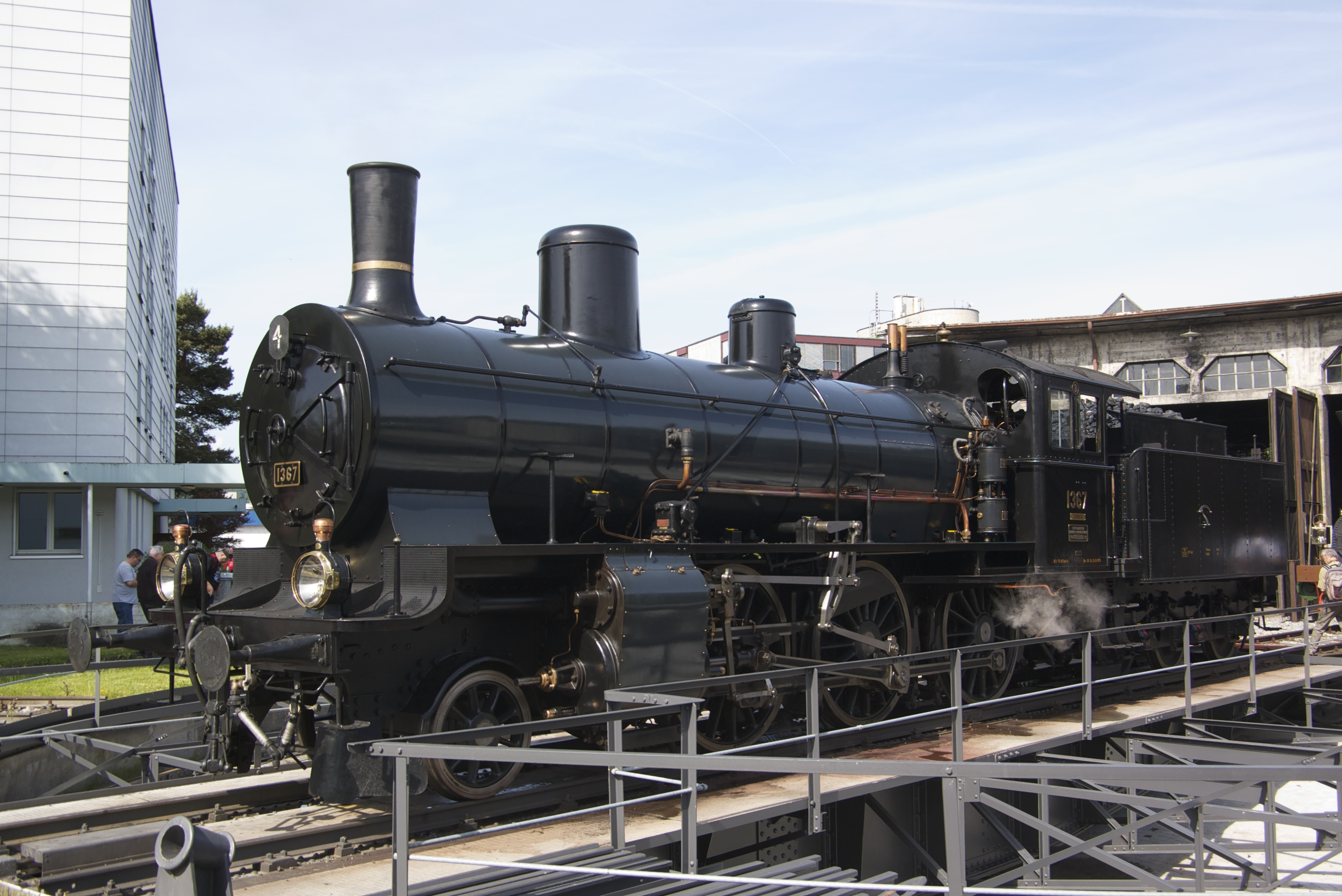
Die 1916 erbaute Lokomotive 1367 des Typs SBB B 3/4

In der Schweiz fanden Mogul-Schlepptenderlokomotiven beginnend mit den ab 1886 gelieferten A3T 171–192 der Schweizerischen Nordostbahn (NOB) Eingang in den Bestand der meisten großen Privatbahnen. Bei Tenderlokomotiven war die Achsfolge 1875 erstmals verwendet worden. Bis zur Gründung der SBB beschafften auch die Chemins de fer du Jura bernois, die Chemins de fer de la Suisse Occidentale, die Jura-Simplon-Bahn, die Schweizerische Centralbahn und die Vereinigten Schweizerbahnen insgesamt 161 Mogul-Schlepptenderlokomotiven. Überwiegend waren sie für den Personen- und Güterzugdienst, teils aber auch für Schnellzugdienst vorgesehen.
Die 1902 gegründeten Schweizerischen Bundesbahnen (SBB) übernahmen die von den verstaatlichten Privatbahnen beschafften Lokomotiven und orderten weitere Mogul-Lokomotiven:
- B 3/4 Serie 1676–1747, Baujahre 1902 bis 1907, 72 Stück (Nachbau der JS B 3/4)
- B 3/4 Serie 1301–1369, Baujahre 1905 bis 1926, 69 Stück

Die letzten Lokomotiven dieser Achsfolge musterte die SBB 1964 aus.
Die ersten Mogul-Lokomotiven der Schweiz waren Tenderlokomotiven und wurden 1875 gebaut – 12 Stück der Serie SNB Eb 3/4 und vier Exemplare der Serie SNB Ed 3/4 der kurzlebigen Schweizerischen Nationalbahn (SNB). Nach dem Konkurs der SNB wurden, wie auch die Strecken, die Lokomotiven von der NOB übernommen; die letzten Eb 3/4 musterte die NOB 1901 aus, während die Ed 3/4 bereits 1880 nach Frankreich abgegeben wurden. In den Jahren 1902 bis 1908 lieferte die Schweizerischen Lokomotiv- und Maschinenfabrik (SLM) mehreren normalspurigen Privatbahnen unter der Bezeichnung Ed 3/4 Tender-Dampflokomotiven der Bauart 1'C. Die meterspurige Rhätische Bahn hatte 16 G 3/4, die  Appenzeller Bahn zwei G 3/4 in ihrem Bestand.

### Vereinigtes Königreich

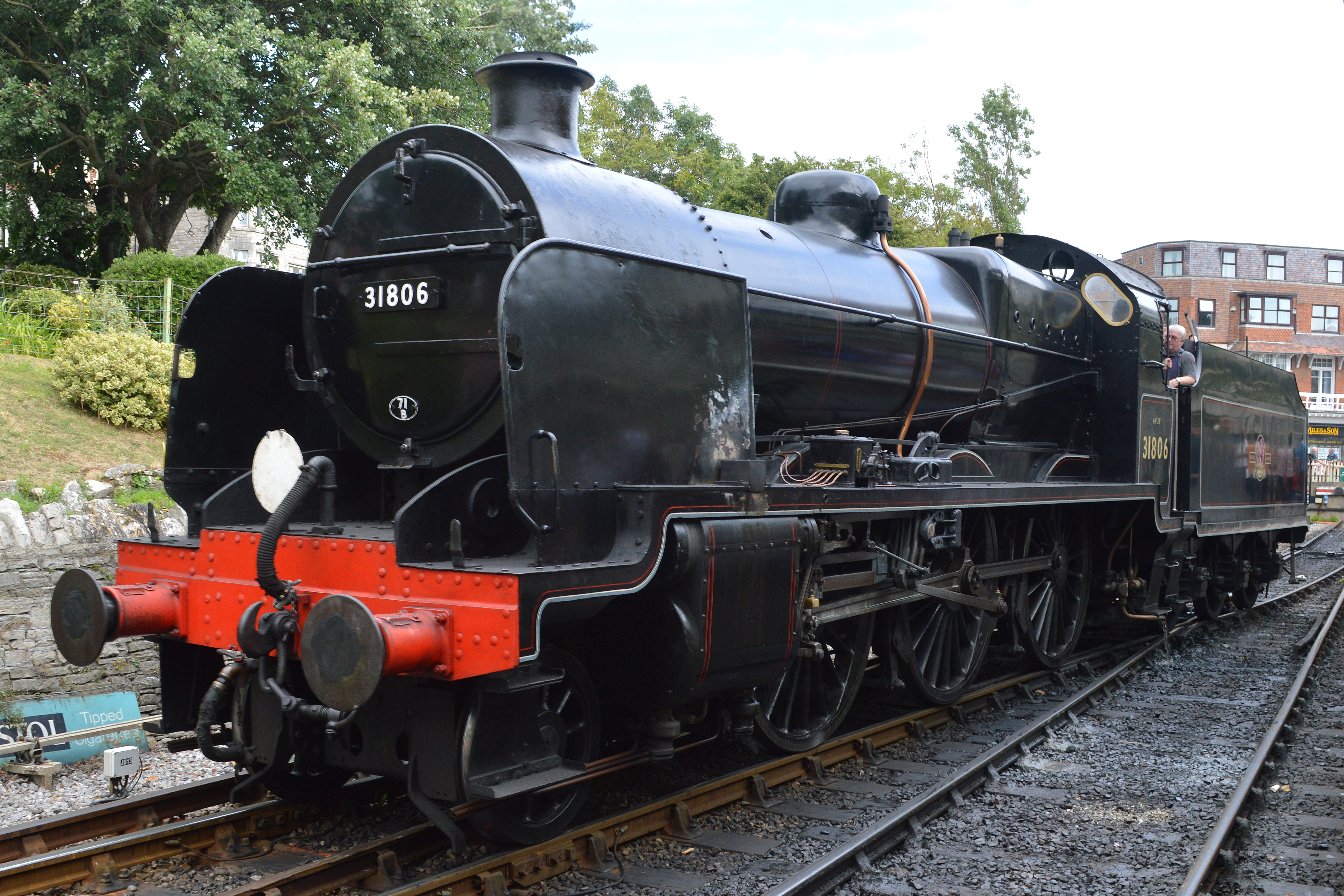
Lokomotive 31806 der SR-Klasse U

Die Mogul setzte sich in Großbritannien erst allmählich durch, war dann aber eine weit verbreitete Bauart. Nach den Moguls der Great Eastern Railway (GER), die wenig erfolgreich waren, wurden zunächst nur gelegentlich kleinere Serien beschafft. Infolge eines Streiks in der britischen Lokomotivindustrie beschafften mehrere Privatbahnen 1899 gemeinsam 80 Moguls bei den US-amerikanischen Herstellern Baldwin und Schenectady. Diese nur kurzfristig aus Gründen der dringend erforderlichen Kapazitätssteigerung beschafften Maschinen wurden bereits bis 1915 wieder aus dem Verkehr gezogen. In den Folgejahren beschafften mehrere Gesellschaften erste größere Serien, die vor allem als Mehrzwecklokomotiven für den Einsatz vor Personen- und Güterzügen ausgelegt waren. Nach dem Railways Act 1921 beschafften alle vier großen britischen Bahngesellschaften Mogul-Lokomotiven:
- Die London and North Eastern Railway (LNER) setzte die Beschaffung der GNR-Klasse H4 fort, die bei der LNER als K3 bezeichnet wurde und mit insgesamt fast 200 Exemplaren fast alle Zugarten bespannte. Als neue Konstruktion erhielt die LNER lediglich die ab 1937 in sechs Exemplaren gebaute LNER-Klasse K4. Die Lokomotiven der zu LNER-Zeiten entworfenen Klasse K1 (Thompson/Peppercorn) kamen erst nach der Verstaatlichung der LNER und der Gründung von British Railways zur Auslieferung.
- Die London, Midland and Scottish Railway übernahm einige Mogul-Lokomotiven von Vorgängergesellschaften. Sie beschaffte zudem umfangreich und in mehreren Serien neue Mogul-Lokomotiven, ebenfalls als Mehrzwecklokomotiven, so die LMS-Klasse 5 2-6-0 „Hughes Crab“, die LMS-Klasse 5 2-6-0 „Stanier Mogul“ und die LMS-Klasse 2 2-6-0 „Ivatt Mogul“
- Die Great Western Railway setzte die Beschaffung der ab 1911 gebauten GWR-Klasse 4300 bis 1932 fort, insgesamt entstanden 342 Stück dieser Klasse.
- Die Southern Railway beschaffte insgesamt 150 Mogul-Lokomotiven, die auf Entwürfen von Richard Maunsell basierten. Dazu gehörten die noch für die South Eastern and Chatham Railway (SECR) entwickelten Klasse N und deren Dreizylindervariante N1, sowie die aus Umbau der Tenderlokomotiven der Klassen K und K1 hervorgegangenen Klassen SR-Klasse U und der U1.

Die SECR-Klasse N war nach dem Ersten Weltkrieg als Standardlokomotive für eine zu gründende Staatsbahn vorgesehen, die jedoch nicht realisiert wurde. Die 100 Lokomotiven, die im Rahmen der nach dem Krieg eingeführten Arbeitsbeschaffungsmaßnahmen bei dem Royal Arsenal in Woolwhich von der Regierung bereits in Auftrag gegeben worden waren, wurden nur teilweise fertiggestellt oder lediglich als Einzelteile gefertigt. Von diesen Bausätzen gelangten 67 zur Southern Railway, die 50 für den Bau der N-Klasse verwendete, 27 nach Irland und 6 zur Metropolitan Railway, die daraus die Tenderlokomotiven der Klasse W mit der 1’C2’-Achsfolge baute.
British Railways beschaffte neben der Fortführung des Baus von Mogul-Lokomotiven nach den jüngsten LMS- und LNER-Entwürfen ab 1951 umfangreich neue Standardlokomotiven, darunter mit der BR-Standardklasse 4MT 2-6-0, der BR-Standardklasse 3MT 2-6-0 und der BR-Standardklasse 2MT 2-6-0 gleich drei Mogul-Reihen. Bis 1967 wurden alle Lokomotiven dieser Achsfolge ausgemustert.

### Vereinigte Staaten von Amerika

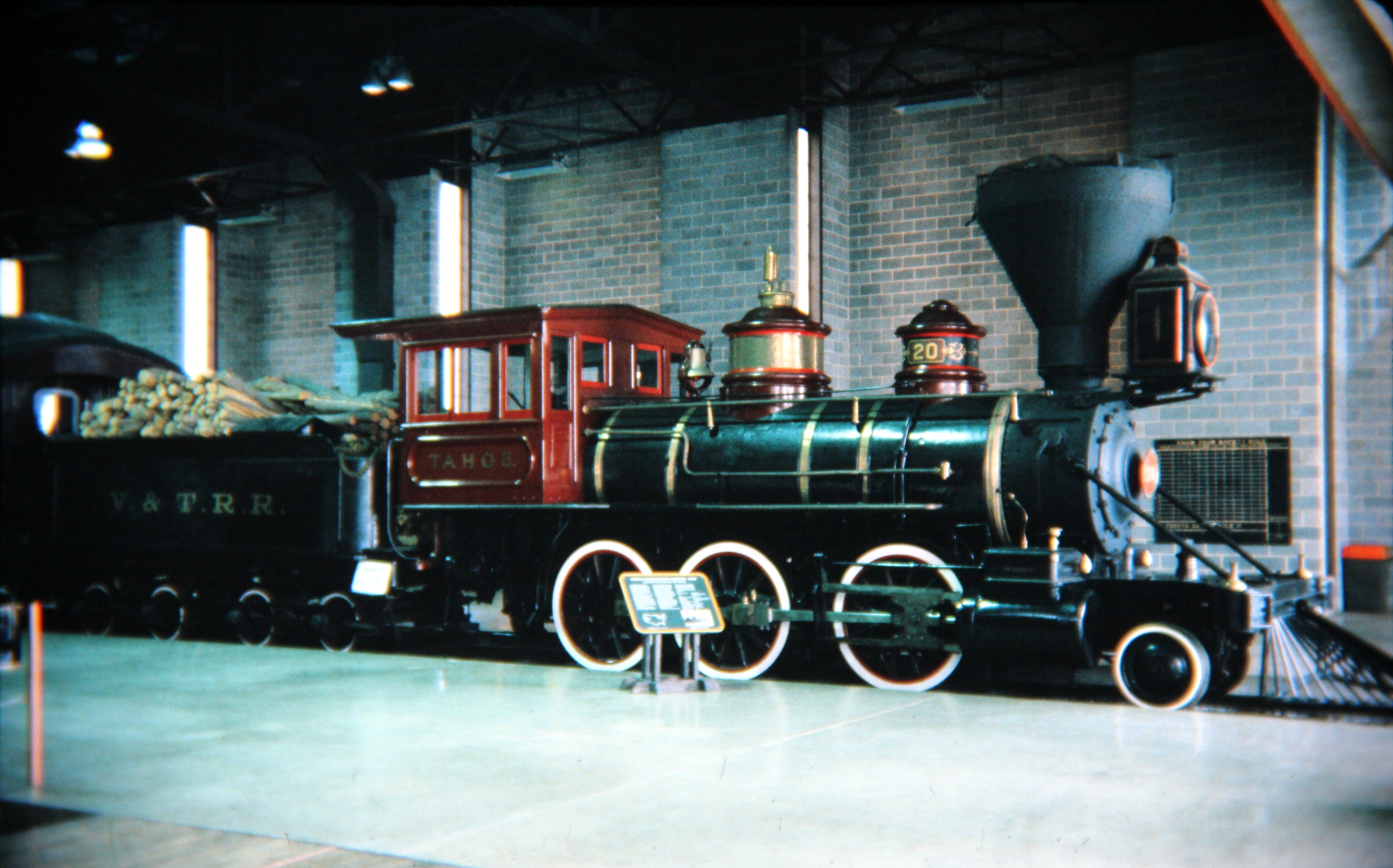
Lokomotive 20 der Virginia & Truckee Railroad, eine Baldwin-Mogul aus dem Jahr 1875

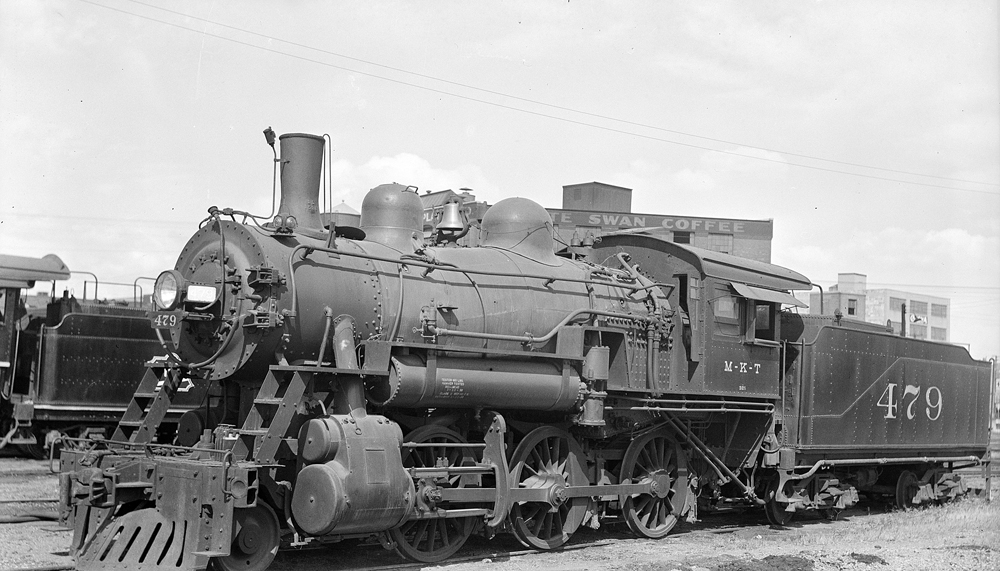
Lokomotive 479 der Missouri-Kansas-Texas Railroad im Jahr 1937

Alleine zwischen 1890 und 1910 wurden in den USA rund 11.000 Mogul-Lokomotiven gebaut. Nach 1910 entstanden nur noch wenige neue Mogul-Typen, die letzten Ende der 1920er Jahre. Zuletzt ließ in den USA die Southern Pacific in ihren eigenen Werkstätten in Houston 1929 und 1930 zehn Mogul-Lokomotiven erbauen, die wahrscheinlich die schwersten Exemplare dieser Achsfolge überhaupt waren.